# Cantó de Bourgoin-Jallieu-Sud
El cantó de Bourgoin-Jallieu-Sud era una divisió administrativa francesa del departament de la Isèra, situat al districte de La Tour-du-Pin. Comptava amb 12 municipis i el cap era Bourgoin-Jallieu. Va existir de 1985 a 2015.

## Municipis
- Badinières
- Bourgoin-Jallieu
- Châteauvilain
- Crachier
- Domarin
- Les Éparres
- Maubec
- Meyrié
- Nivolas-Vermelle
- Saint-Alban-de-Roche
- Sérézin-de-la-Tour
- Succieu

| Data d'elecció                           | Identitat        | Partit        | Qualitat |
| ---------------------------------------- | ---------------- | ------------- | -------- |
| 1985-1998                                | Pierre Grataloup | Divers droite |          |
| 1998-2004                                | Edmond Roy       | PS            |          |
| 2004-2015                                | Alain Cottalorda | PS            |          |
| les dades anteriors no són pas conegudes |                  |               |          |